# Ningen Isu
Ningen Isu (人間椅子 Ningen Isu?) es una banda de Heavy Metal de Japón activa desde 1987 y formado desde el principio de su carrera por: Ken'ichi Suzuki (鈴木研一; bajista y vocalista), Shinji Wajima (和嶋慎治; guitarrista y vocalista). El nombre del grupo está inspirado en uno de los relatos más destacados de Ranpo Edogawa. Su música mezcla, a la vez, cantos tradicionales japoneses con rock psicodélico, stoner rock, heavy metal, hard rock, doom metal... Pueden apreciarse también influencias de Black Sabbath, Led Zeppelin, King Crimson y el NWOBHM.

## Historia
En 1987 Shinji Wajima y Ken'ichi Suzuki formaron una banda en el instituto de la Prefectura de Aomori. Tras acabar el instituto, mantuvieron el contacto aunque iban a universidades diferentes: Ken'ichi Suzuki a la Universidad Sofía de Tokio y Shinji Wajima a la de Komazawa.
El baterista estaba en duda, pero se decidió por Noriyoshi Kamidate (de Hokkaidō), que era un amigo de Ken'ichi Suzuki de la universidad. El sonido básico del grupo ya estaba establecido en este año, con la introducción de dialectos de la región de Tsugaru, del lugar de nacimiento de ambos miembros, y el uso del shamisen de Tsugaru.

## Miembros
- Nobu Nakajima, batería.
- Kenichi Suzuki, bajo y coros.
- Shinji Wajima, guitarra y coros.

## Discografía

### Álbumes de estudio
| #   | Año            | Detalles                                                                                      | Guitarra      | Bajo            | Batería            |
| --- | -------------- | --------------------------------------------------------------------------------------------- | ------------- | --------------- | ------------------ |
| 0°  | 1989 / 11 / 10 | Ningen Isu (人間椅子; La silla humana)                                                        | Shinji Wajima | Ken'ichi Suzuki | Noriyoshi Kamidate |
| 1°  | 1990 / 07 / 21 | Ningen Shikkaku (人間失格; Indigno de ser humano)                                             | Shinji Wajima | Ken'ichi Suzuki | Noriyoshi Kamidate |
| 2°  | 1991 / 03 / 13 | Sakura no Mori no Mankai no Shita (桜の森の満開の下; Bajo la floración del bosque de cerezos) | Shinji Wajima | Ken'ichi Suzuki | Noriyoshi Kamidate |
| 3°  | 1992 / 06 / 21 | Ōgon no Yoake (黄金の夜明け; Amanecer Dorado)                                                 | Shinji Wajima | Ken'ichi Suzuki | Noriyoshi Kamidate |
| 4°  | 1993 / 10 / 21 | Rashōmon (羅生門, La puerta del castillo)                                                     | Shinji Wajima | Ken'ichi Suzuki | Masuhiro Goto      |
| 5°  | 1995 / 12 / 10 | Odoru Issunbōshi (踊る一寸法師; El enano bailarín de una pulgada)                             | Shinji Wajima | Ken'ichi Suzuki | Iwao Tsuchiya      |
| 6°  | 1996 / 09 / 20 | Mugen no Jūnin (無限の住人; La espada del inmortal)                                           | Shinji Wajima | Ken'ichi Suzuki | Iwao Tsuchiya      |
| 7°  | 1998 / 02 / 21 | Taihai Geijutsu Ten (頽廃芸術展; Exposición del arte degenerado)                              | Shinji Wajima | Ken'ichi Suzuki | Masuhiro Goto      |
| 8°  | 1999 / 03 / 25 | Nijū Seiki Sōsōkyoku (二十世紀葬送曲; Marcha fúnebre del siglo veinte)                        | Shinji Wajima | Ken'ichi Suzuki | Masuhiro Goto      |
| 9°  | 2000 / 06 / 21 | Kaijin Nijū Mensō (怪人二十面相; El demonio de veinte caras)                                  | Shinji Wajima | Ken'ichi Suzuki | Masuhiro Goto      |
| 10° | 2001 / 09 / 21 | Mishiranu Sekai (見知らぬ世界; Un mundo desconocido)                                          | Shinji Wajima | Ken'ichi Suzuki | Masuhiro Goto      |
| 11° | 2003 / 01 / 22 | Shura Bayashi (修羅囃子; Orquesta de los Asura)                                               | Shinji Wajima | Ken'ichi Suzuki | Masuhiro Goto      |
| 12° | 2004 / 09 / 29 | San Aku Douchuu Hizakurige (三悪道中膝栗毛; Caminata por los tres caminos del mal)            | Shinji Wajima | Ken'ichi Suzuki | Nobu Nakajima      |
| 13° | 2006 / 02 / 22 | Fuuchiikuu (瘋痴狂; Hoochie Koo)                                                              | Shinji Wajima | Ken'ichi Suzuki | Nobu Nakajima      |
| 14° | 2007 / 08 / 08 | Manatsu no Yoru no Yume (真夏の夜の夢; Sueño de una noche de verano)                          | Shinji Wajima | Ken'ichi Suzuki | Nobu Nakajima      |
| 15° | 2009 / 11 / 04 | Mirai Romanha (未来浪漫派; Romanticismo futurista)                                            | Shinji Wajima | Ken'ichi Suzuki | Nobu Nakajima      |
| 16° | 2011 / 08 / 03 | Shiganraisan (此岸礼讃; Alabanzas para este mundo)                                            | Shinji Wajima | Ken'ichi Suzuki | Nobu Nakajima      |
| 17° | 2013 / 08 / 07 | Mandoro (萬燈籠; Luna llena)                                                                  | Shinji Wajima | Ken'ichi Suzuki | Nobu Nakajima      |
| 18° | 2014 / 06 / 25 | Burai Houjou (無頼豊饒; Libertad poco confiable)                                              | Shinji Wajima | Ken'ichi Suzuki | Nobu Nakajima      |
| 19° | 2016 / 02 / 03 | Kaidan Soshite Shi to Eros (怪談 そして死とエロス; Historias de fantasmas, muerte y erotismo) | Shinji Wajima | Ken'ichi Suzuki | Nobu Nakajima      |
| 20° | 2017 / 10 / 04 | Ijigen kara no Houkou (異次元からの咆哮; Rugido de otra dimensión)                            | Shinji Wajima | Ken'ichi Suzuki | Nobu Nakajima      |
| 21° | 2019 / 06 / 05 | Shin Seinen (新青年; Nueva juventud)                                                          | Shinji Wajima | Ken'ichi Suzuki | Nobu Nakajima      |
| 22° | 2021 / 08 / 04 | Karaku (苦楽; Placer y dolor)                                                                 | Shinji Wajima | Ken'ichi Suzuki | Nobu Nakajima      |

### Recopilatorios
- 1994 / 09 / 21:  Petenshi to Kūki Otoko 〜Ningen Isu Kessaku Sen〜 (ペテン師と空気男〜人間椅子傑作選〜; El estafador y el hombre de aire 〜La obra maestra de Ningen Isu〜)
- 2002 / 08 / 21:  Oshie to Tabisuru Otoko 〜Ningen Isu Kessaku Sen Dai 2 Shū〜 (押絵と旅する男〜人間椅子傑作選 第2集〜; Oshie y el hombre que viaja 〜La obra maestra de Ningen Isu vol. 2〜)
- 2009 / 01 / 21:  Ningen Isu Kessaku Sen Nijū Shūnenkinen Besuto Ban (人間椅子傑作選 二十周年記念ベスト盤; Colección de obras maestras de Ningen Isu Mejor álbum del 20º aniversario)
- 2014 / 12 / 03:  Utsushiyo Wa Yume 〜25 Shūnenkinen Besuto Arubamu〜(現世は夢 〜25周年記念ベストアルバム〜; Este mundo es un sueño 〜Mejor álbum del 25 aniversario〜)
- 2019 / 12 / 11:  Ningen Isu Meisaku Sen Sanjū Shūnenkinen Besuto Ban (人間椅子名作選 三十周年記念ベスト盤; Mejor Álbum del 30.º Aniversario de Ningen Isu)

### Álbumes en vivo
- 2010 / 12 / 01:  Shippūdotō ～Ningen Isu Raibu! Raibu! (!疾風怒濤 ～人間椅子ライブ! ライブ!!; Tormenta y estrés ～¡Ningen Isu en vivo! ¡en vivo!)
- 2017 / 02 / 01:  Ifudōdō ～Ningen Isu Raibu!! (威風堂々～人間椅子ライブ!!; Majestuosidad～¡¡Ningen Isu en vivo!!)

### Sencillos
- 1991 / 02 / 21:  Yashagaike (夜叉ヶ池; Yashagaike)
- 1991 / 10 / 23:  Koufuku no Neji (幸福のねじ; Tornillo de la felicidad)

- 1993 / 10 / 21:  Motto Hikari wo! (もっと光を！; ¡Más Luz!)

- 1996 / 09 / 20:  Katana to Saya (刀と鞘; Espada y vaina)
- 2020 / 07 / 08:  Mugen no Juunin Butouhen (無限の住人 武闘編; La espada del inmortal Edición lucha)

### Otros
- 1991 / 08 / 21:  Yuigonjou Housou (遺言状放送; Transmisión de testamentos) (VHS)
- 2000 / 07 / 07:  Kaijin Nijuu Mensou (怪人二十面相; El demonio de veinte caras) (VHS)
- 2002 / 01 / 23:  Mishiranu Sekai (見知らぬ世界; Un mundo desconocido) (VHS)